# Urad
Urad (in russo: Урада́ ;  in avaro: ГІурада; Glurada) è una località rurale (un selo) del rajon Šamil'skij, nella Repubblica autonoma del Daghestan, in Russia. Si trova a 5 chilometri da Chebda, che è il centro amministrativo del distretto.

## Popolazione
La popolazione di circa 2250 persone è principalmente di etnia avara e in maggioranza musulmani.

## Confini
Si trova vicino alle rive del torrente Gichinoor.